# Teatro Garibaldi (Lucera)
Il Teatro Giuseppe Garibaldi, citato spesso in maniera informale come il Garibaldi, è il principale teatro della città di Lucera, nonché il quarto teatro all'italiana della Puglia dopo il Petruzzelli di Bari il Politeama Greco di Lecce e il Teatro Verdi di Brindisi.
Situato all'interno di palazzo Mozzagrugno, in corso Garibaldi 76, nel 1903, a seguito di lavori di ampliamento, venne ribattezzato quale gemello in miniatura del Teatro Petruzzelli di Bari.
Dedicato prima a Maria Teresa Isabella di Borbone e poi a Giuseppe Garibaldi è stato inaugurato il 7 giugno 1838 con le rappresentazioni Lucia di Lammermoor di Donizetti e La sonnambula di Bellini.

## Storia
Il 14 febbraio 1818 l'allora sindaco di Lucera Onofrio Bonghi, si fece portavoce del desiderio della cittadinanza di costituire un teatro tramite una lettera a Nicola Intonti, intendente di Capitanata. La risposta fu positiva, ma la città di Lucera in qualche modo si stava già muovendo: il 24 gennaio 1818, fu stabilito che i fondi da destinare alla costruzione del teatro avrebbero dovuto essere le requisizioni di prestiti fatti alle truppe tedesche e napoletane nell'esercizio del 1815 e 1816.
Ci furono privati cittadini, però, che decisero di fare qualcosa manifestando la volontà di versare in tre volte la loro offerta a stato di avanzamento dei lavori.

### L'acquisto di Palazzo Mozzagrugno
Nel 1826 ci fu l'acquisto di palazzo Mozzagrugno da parte del comune di Lucera per adibirlo a palazzo municipale. L'edificio fu sottoposto a lavori di restauro e così, si pensò di costruirvi un teatro del cui progetto fu incaricato l'ingegner Luigi Oberty, che nella prima metà dell'800 era considerato uno dei protagonisti della storia dell'architettura meridionale.

### L'inaugurazione
Il teatro venne inaugurato il 7 giugno 1838 con la rappresentazione della Lucia di Lammermoor e di Gaetano Donizetti. Negli anni successivi alla prima inaugurazione veniva migliorato l'aspetto architettonico del teatro, quindi venivano attuati i primi restauri: quelli del 1841 diretti dall'ingegner Achille Cavalli e quelli diretti dall'ingegner Filippo Gifuni che concluderà i lavori di restauro della intera facciata del palazzo solo nel 1860.

### Il restauro
Nel 1904, il teatro subì un ulteriore restauro progettato dall'ingegner Angelo Messeni, lo stesso che realizzò su commissione dei suoi due cognati (Antonio e Onofrio Petruzzelli) il teatro Politeama di Bari.
In seguito ai lavori di ampliamento, venne ribattezzato quale gemello in miniatura del teatro Petruzzelli di Bari.

### Il declino e la nuova inaugurazione
Dopo anni di utilizzo, durante le guerre venne abbandonato e solo nel 1977 venne approvato il progetto di recupero dell'edificio, i lavori furono completati nel 2005. Il teatro è stato nuovamente inaugurato nel marzo 2005 e nel 2006 è stata organizzata la prima stagione di prosa.

## La struttura
Le peculiarità architettoniche sono da ravvisarsi principalmente in alcune caratteristiche:
- La sala, da rettangolare tipica del teatro di corte diviene a forma di ferro di cavallo, creando una platea che diverrà col tempo, da spazio destinato al ballo, luogo deputato per una migliore visibilità dello spettacolo;
- L'eliminazione delle gradinate a favore della costruzione di palchi tra loro separati e divisi in altezza per ordini;
- Una maggiore profondità della scena per permettere l'utilizzo delle innovative quinte prospettiche e la possibilità, per l'attore, di recitare dentro e non davanti alla scena, come era consuetudine nel teatro rinascimentale.

### Capienza
Come si desume dalla pianta ufficiale, il teatro ha una capienza 697 posti così suddivisi:44 poltrone di velluto, 82 sedie di ferro con il fondo in tela e in pelle, 18 sedie di tela, 38 palchi con arredi raffinati, specchi stucchi, e parapetti di velluto rosso ed il loggione che ospita posti relativamente comodi.

## Stagione teatrale
Dal 2017, Fabrizio Gifuni e Natalia Di Iorio curano la stagione teatrale PrimaVera al Garibaldi a Lucera, città a cui Fabrizio è legato per le origini del nonno Gianbattista Gifuni, storico bibliotecario della Biblioteca Comunale 'R. Bonghi'. 
La stagione teatrale, che si svolge annualmente in primavera presso il Teatro Garibaldi, è inoltre inserita nel rassegna culturale Estate|Muse|Stelle, che ha luogo annualmente in estate presso l'Anfiteatro romano di Lucera.